# Астраханска шапка
Астраханската шапка е известна още и като „Венец от Големия наряд“ на цар Михаил Фьодорович, е корона, изработена от руски майстори в Кремъл през 1627 г.
Короната е от масивно злато, има самурена кожа, отливани орнаменти, фина гравюра и ювелирна резба. Обсипана е със скъпоценни камъни и перли. Висока е 30,2 см и има обиколка 66,5 см.
Шапката символизира Астраханското ханство и присъединяването му към Руската държава. Днес Астраханската шапка се пази в Оръжейната палата в Московския Кремъл.